# Aeroportul Gjoa Haven
Aeroportul Gjoa Haven (IATA: YHK, ICAO: CYHK) este un aeroport din Gjoa Haven⁠(d), Kitikmeot Region⁠(d), Nunavut, Canada ce deservește zona Gjoa Haven⁠(d). A fost numit după zona deservită.
Situat la o altitudine de 47 m, aeroportul dispune de o singură pistă.